# Brachytarsina adversa
Brachytarsina adversa är en tvåvingeart som beskrevs av Maa och Marshall 1981. Brachytarsina adversa ingår i släktet Brachytarsina och familjen lusflugor.
Artens utbredningsområde är Vanuatu. Inga underarter finns listade i Catalogue of Life.